# Dicranota retrorsa
Dicranota (Dicranota) retrorsa là một loài ruồi trong họ Pediciidae. Chúng phân bố ở vùng sinh thái Palearctic.